# Svenska Druid-Orden
Svenska Druid-Orden är en svensk gren av ett internationellt ordenssällskap grundat 1781 i London. Orden önskar främja och påverka medlemmarnas medmänsklighet, moral och rättrådighet. Under 1700-talet var intresset för kelterna starkt och man tillskrev dem dygder som just hög moral och rättrådighet. Ordens valspråk är "Enhet, Frid, Endräkt".

## Historia
Efter etablerandet år 1781 i England spred sig Druid-Orden till Nordamerika 1821 och till Australien 1851. I Amerika kom många tyska immigranter att engagera sig i Orden och tillbaka till Europa kom Druid-Orden med återvändande tyskar år 1872.
Från Tyskland var steget till Sverige inte långt och 1904 bildades den första svenska logen i Malmö, Ad Astra. Med Malmö som utgångspunkt har sedan Orden spritt sig över landet och har idag 70 loger, från Trelleborg i söder till Kiruna i norr, med omkring 5000 medlemmar. 

## Medlemskap
För att bli upptagen i en av Svenska Druid-Ordens Grundloger krävs följande:
- Den man, som fyllt 21 år och är svensk medborgare eller är i Sverige stadigvarande bosatt, har ordnad ekonomi och genom sin levnadsvandel åtnjuter medmänniskors aktning kan upptagas till Ordensbroder.

- Dessutom krävs att den presumtive brodern rekommenderas av två bröder inom Logen, så kallade faddrar.

## Grader och ritualer
Ordens arbete är indelat i sju grader. Vandringen genom dessa ger medlemmen ökad kunskap och insikt i och om ordens djupa mål och strävanden. Varje grad har en egen ritual, och i högre grader än den egna graden är ritualerna av pedagogiska skäl hemliga för medlemmen av lägre grad. För alla utomstående är det ritualbundna arbetet strikt hemligt.
De sju grader orden arbetar i är:
- 1. Eubat
- 2. Bard
- 3. Druid
- 4. Kapitelgraden
- 5. Ringgraden
- 6. Old Ärk
- 7. Riks Old Ärk

## Internationellt
Svenska Druid-Orden ingår i sammanslutningen International Grand-Lodge of Druidism (IGLD), ett samarbete mellan de av världens druidordnar som samverkar inom United Ancient Order of Druidism (UAOD).